# La Base (organisation néonazie)
Pour les articles homonymes, voir La Base.
La Base, (en anglais : The Base) est un réseau transnational terroriste néonazi, suprémaciste blanc et accélérationniste fondé en juillet 2018 par Rinaldo Nazzaro, un américain résidant en Russie.
Cette organisation paramilitaire à structure décentralisée vise à unifier divers groupes néofascistes pour préparer une future guerre raciale et établir un ethno-État blanc. La Base recrute spécifiquement des personnes ayant des compétences militaires ou en explosifs, et fournit à ses membres des manuels sur la fabrication d'armes et les techniques terroristes. 
La Base est désignée comme organisation terroriste par le Canada, le Royaume-Uni, l'Australie, la Nouvelle-Zélande et l'Union européenne.

## Historique
La Base est un réseau créé en juillet 2018,, par Rinaldo Nazzaro, un américain utilisant les pseudonymes Norman Spear et Roman Wolf,, et vivant en Russie. Il travaille pour le Département américain de la Sécurité intérieure et avec les forces américaines au Moyen-Orient sur l'antiterrorisme entre 2004 et 2006.
Nazzaro est soupçonné par certaines agences de renseignement et par des membres de La Base d'être un espion russe.
Parallèlement, son passé dans la sécurité et le renseignement et son apparition soudaine dans les milieux néonazis ont également nourri des spéculations selon lesquelles il pourrait être un agent fédéral américain infiltré, et La Base un leurre conçu pour piéger des extrémistes potentiels, notamment en raison des liens de Nazzaro avec le Northwest Front de Harold Convington, groupe également soupçonné d'être une façade de la police américaine.
Le nom du groupe pourrait faire référence à al-Qaïda, dont la traduction littérale est «La Base ». D'après Newshub (en), La Base s'inspirerait du modèle d'al-Qaïda en adoptant une structure décentralisée dans laquelle l'organisation fournit l'idéologie mais encourage ses cellules à planifier leurs propres attaques. La Base utilise des techniques de radicalisation en ligne similaires à al-Qaïda.
En décembre 2018, Nazzaro achète trois parcelles de terrain de 10 acres chacune pour 33 000 dollars dans l'État de Washington pour l'entraînement du groupe.
En avril 2019, Nazzaro affirme figurer sur la Terrorist Screening Database du FBI.
Après la révélation de l'identité de Rinaldo Nazzaro par le Guardian et l'arrestation de plusieurs membres de La Base en janvier 2020, l'organisation est momentanément reprise par Justen Watkins, qui est arrêté en octobre 2020.
En août 2024, Nazzaro cherche à recruter un chef d'équipe aux États-Unis.
Après une période d'inactivité depuis 2022, le groupe connaît une résurgence en 2025. Selon l'expert en terrorisme Colin Clarke, cette résurgence serait liée à un sentiment d'opportunité à la suite de l'élection de Donald Trump et des changements anticipés dans les priorités du FBI, qui délaisserait les enquêtes sur les groupes d'extrême droite violents au profit de cibles à gauche,.
En avril 2025, La Base sollicite des volontaires et offre des récompenses financières pour des attaques contre des centrales électriques, des véhicules militaires et policiers et des bâtiments gouvernementaux en Ukraine, ainsi que pour des assassinats de militaires, de policiers et de personnalités politiques ukrainiennes. Le groupe affiche ainsi pour la première fois son alignement avec les objectifs géopolitiques du Kremlin.
Des vidéos diffusées en ligne montrent des membres présumés de La Base commettant des actes de sabotage en Ukraine, notamment l'incendie de véhicules militaires portant des plaques d'immatriculation ukrainiennes et la destruction de boîtiers électriques. Selon d'anciens membres de l'organisation, cette cellule ukrainienne serait plus importante que toute autre opération menée par Nazzaro. Le groupe déclare par ailleurs avoir pour objectif la formation d'un ethno-État blanc dans l'ouest de l'Ukraine.

## Structure et fonctionnement

### Objectifs
Cette organisation paramilitaire vise à unifier divers groupes néofascistes en ligne pour préparer une future guerre raciale. Elle recrute spécifiquement des personnes ayant des compétences militaires ou en explosifs, et fournit à ses membres une bibliothèque en ligne contenant des manuels sur la fabrication de bombes et d'armes chimiques, sur les tactiques de guérilla et sur diverses techniques terroristes. Un de ses objectifs déclarés est que ses membres infiltrent les forces armées pour obtenir une formation militaire et la partager avec d'autres membres.

### Recrutement
Le réseau utilise un processus de recrutement sélectif qui comprend plusieurs étapes rigoureuses. Il débute par des échanges préliminaires par e-mail, suivis de questionnaires écrits et la constitution de fichiers sur les candidats avant même le premier appel téléphonique. Les candidats doivent répondre à des questions standard concernant leur ethnicité, leur condition physique, leur parcours idéologique et toute expérience en ingénierie, combat ou armement. On leur demande également s'ils ont lu Mein Kampf d'Adolf Hitler et Siege de James Mason. Les entretiens se déroulent ensuite via des applications de messagerie cryptée où les recruteurs évaluent l'adéquation des candidats avec l'idéologie du groupe et leur utilité potentielle,.
La Base mène des campagnes de recrutement aux États-Unis, au Canada, en Europe, en Afrique du Sud et en Australie.

### Organisation
Les cellules du groupe sont délibérément organisées de manière autonome, une structure qui vise à offrir une possibilité de déni plausible aux autres membres en cas d'arrestation d'une cellule, permettant ainsi au reste du réseau de continuer à fonctionner.
Après la passation de la direction de la base à Justen Watkins, Watkins monte le projet d'établir une communauté nationaliste blanche fortifiée dans la péninsule supérieure du Michigan. Il met en place une stratégie économique pour développer cette communauté consistant à acheter des terrains à bas prix, faire vivre plusieurs membres dans chaque maison pour partager les coûts, puis réinvestir les économies dans l'achat de nouveaux terrains.
D'après CBC News en 2019, La Base compterait entre 50 et 100 membres.

### Méthodes
Les membres utilisent un langage codé ou des chiffres dans leurs communications, une tactique encouragée par Rinaldo Nazzaro pour éviter d'être détectés et pour rendre leurs actions « non-attribuables tout en envoyant un message ». Le groupe utilise principalement des applications de messagerie cryptée comme Wire et Riot afin de renforcer la sécurité de ses échanges.
À partir de 2025, La Base s'appuie de plus en plus sur des infrastructures numériques russes pour ses activités. Nazzaro gère un compte officiel sur VKontakte qu'il utilise notamment pour diffuser des appels à des attaques contre l'Ukraine. Le groupe utilise également une adresse mail Mail.ru comme contact principal pour le recrutement. Selon d'anciens membres de l'organisation, le groupe utilise des bots pour gonfler artificiellement le nombre d'abonnés de son canal Telegram ukrainien, dont les effectifs atteindraient des dizaines de milliers.
Ses activités comprennent des entraînements au tir réel, la diffusion de matériel de propagande et l'organisation de camps d'entraînement paramilitaires.
Sous la direction de Watkins, des entraînements paramilitaires quotidiens sont organisés sur la propriété du père d'un membre mineur de La Base. Il utilise également cette propriété pour produire des vidéos de propagande.

### Liens avec d'autres groupes
La Base entretient des liens avec d'autres groupes terroristes d'extrême droite, comme la Division Atomwaffen, avec qui elle partage certains membres et une idéologie similaire,, ainsi que la Feuerkrieg Division.
En revanche, le groupe méprise ouvertement les Proud Boys qu'ils considèrent comme des représentants trop modérés du suprémacisme blanc, trop tolérants envers les personnes de couleur.
En Australie, La Base tente, entre 2019 et 2020, de recruter des membres issus de groupes nationalistes locaux comme la Society of West Australian Nationalists et la Lads Society. Un ancien candidat du parti One Nation aux élections fédérales de 2019 tente également de rejoindre La Base.

## Idéologie

James Mason.

La Base est d'idéologie néonazie, suprémaciste blanche et accélérationniste. Elle considère l'alt-right comme insuffisamment extrême, idolâtre les tueurs de masse et, inspirée par le livre Siege de James Mason, prévoit de mener des attaques terroristes pour accélérer ce que ses membres appellent le Boogalo, c'est à dire une guerre raciale imminente, dans le but d'établir un ethno-État blanc,,.

## Affaires judiciaires

### Canada
En avril 2019, le caporal-chef Patrik Mathews des Forces armées canadiennes fait l'objet d'enquêtes par la Gendarmerie royale du Canada et la police militaire canadienne après avoir été identifié comme recruteur pour ce groupe,. Il disparaît en août 2019,. En décembre 2019, Vice révèle que La Base l'a aidé à franchir illégalement la frontière américaine et que Mathews aurait ensuite participé à un camp d'entraînement paramilitaire en Géorgie où il aurait formé d'autres membres.

### États-Unis
En janvier 2020, à la suite de l'infiltration d'un agent fédéral dans la cellule de Géorgie, le FBI arrête trois membres présumés dans cet État, accusés d'avoir planifié le meurtre de militants antifascistes et d'appartenir à une organisation criminelle, et un autre dans le Wisconsin, pour des actes de vandalisme antisémite contre des synagogues (en) dans le cadre d'une opération nommée Kristallnacht, en référence au pogrom de la nuit de Cristal,.
Le même mois, les autorités américaines arrêtent trois autres membres présumés du groupe dans le Maryland, dont Patrik Mathews, ainsi que Brian M. Lemley Jr., ancien soldat de cavalerie de l'armée américaine, et un troisième homme âgé de 19 ans. Lemley et l'homme de 19 ans sont inculpés pour transport et hébergement d'une personne entrée illégalement aux États-Unis et complot. Lemley et Mathews sont également accusés de transport d'arme à feu et de munitions avec intention criminelle, tandis que Mathews est inculpé pour possession d'arme à feu et de munitions en situation de séjour illégal.
Selon le FBI, qui avait placé leur appartement sous écoute, les suspects planifiaient de déclencher une guerre raciale avec des projets d'attaques incluant le déraillement de trains, l'empoisonnement de réserves d'eau et une action armée lors d'un rassemblement pro-armes en Virginie.
En octobre 2020, Justen Watkins et un autre présumé membre de 35 ans, sont arrêtés dans le Michigan pour appartenance à une organisation criminelle, diffusion de messages menaçants et utilisation d'ordinateurs pour commettre un crime. Les suspects auraient pris des photos du domicile d'une famille à Dexter (Michigan), croyant à tort qu'il appartenait à un podcasteur critique du mouvement néonazi, puis les auraient publiées sur Telegram dans une tentative d'intimidation. Selon les procureurs, Watkins dirigeait également un camp d'entraînement tactique et d'entraînement aux armes à feu pour les membres du groupe.

### Pays-Bas
Aux Pays-Bas, en octobre 2020, deux hommes de 19 ans sont arrêtés pour leur appartenance présumée à La Base. Ils sont accusés de sédition d'extrême droite et de crimes à visée terroriste.
En janvier 2021, un Amstellodamois et un Dordrechtois sont arrêtés pour leur participation à un groupe de messagerie lié à La Base. L'Amstellodamois avait menacé d'assassiner le Premier ministre Mark Rutte lors de ses déplacements à vélo, tandis que le Dordrechtois avait diffusé des messages encourageant la violence raciste et homophobe. Ils sont tous les deux condamnés en décembre 2021 à 24 mois de prison, dont 18 avec sursis.
En septembre 2024, trois hommes sont arrêtés aux Pays-Bas pour suspicion d'appartenance à La Base. Les suspects sont accusés d'incitation au terrorisme via des discussions sur Internet.

### Opération européenne
En novembre 2023, une opération policière antiterroriste coordonnée par Europol et Eurojust est menée dans six pays européens (Belgique, Croatie, Italie, Lituanie, Pays-Bas et Roumanie) contre La Base. Cinq suspects ont été arrêtés et sept autres interrogés. La police saisit des armes, du matériel nazi et des données informatiques. En Belgique, deux personnes sont appréhendées à Ostende et Diepenbeek, dont l'une, qualifiée de « dirigeant », est mise en examen pour diffusion de message terroriste et tentative de recrutement.

### Italie
En septembre 2024, la police italienne procède à l'arrestation d'un jeune homme de 18 ans et à la mise sous surveillance d'un autre de 20 ans d'origine roumaine, tous deux soupçonnés d'avoir des liens avec La Base. Ils sont également liés au réseau accélérationniste russe Aast.
	Le plus jeune, déjà connu pour avoir menacé un camarade de classe avec un couteau après avoir fait l'apologie de Hitler, est également impliqué dans des activités de pédopornographie et d'extorsion. Le suspect de 20 ans aurait activement diffusé de la propagande néonazie, antisémite et prorusse, tout en encourageant l'utilisation d'armes et d'explosifs artisanaux contre ceux que le réseau Aast considère comme des « sous-hommes » — personnes non blanches, musulmans et ennemis de la cause accélérationniste néonazie.

### Royaume-Uni
En février 2025, un adolescent britannique de 15 ans est accusé d'avoir planifié une attaque terroriste et d'appartenir à La Base. Il nie les faits et doit comparaître le 14 mars 2025.

## Désignation comme organisation terroriste
En 2021, La Base est désignée comme organisation terroriste par le Canada, le Royaume-Uni, et l'Australie,. Elle est ensuite désignée comme organisation terroriste par la Nouvelle-Zélande en 2022 et par l'Union européenne en 2024,.